# Bharatpur (Indien)
Bharatpur (Hindi: भरतपुर Bharatpur [ˈbʱʌrʌtpʊr]) ist eine Stadt (seit 2015 Municipal Corporation) im indischen Bundesstaat Rajasthan mit rund 250.000 Einwohnern (Volkszählung 2011).
Sie liegt in Ost-Rajasthan 55 Kilometer westlich von Agra und ist Verwaltungssitz des Distrikts Bharatpur. Bharatpur ist ein weltbekanntes Mekka für Ornithologen aus der ganzen Welt. Der Keoladeo-Nationalpark ist zirka 6 Kilometer von der Stadt entfernt. Die Bevölkerung des Ortes lebt hauptsächlich von der Landwirtschaft und der Ölproduktion bzw. der Vermarktung von Ölsaaten.
Bharatpur wurde im Jahre 1733 von Maharaja Suraj Mal als Hauptstadt des Fürstentums Bharatpur gegründet. Der Name der Stadt stammt von der mythologischen Gestalt Bharata, einem Bruder des Rama, ab. Der Einflussbereich des Fürstentums Bharatpur reichte im 17. und 18. Jahrhundert bis an die Grenzen von Delhi und Agra heran. Das große und mächtige Fort ist von einem Wassergraben umgeben und zählt zu den Hauptattraktionen der Stadt. Das Fort trägt den Namen Lohagarh („Eiserne Festung“). Es war immer wieder ein Angriffspunkt in der Geschichte der Region. Das Fort trotzte nahezu jedem Angriff, selbst einem der Briten im Jahr 1805. Am 18. Januar 1826 wurde die Festung nach einmonatiger Belagerung schließlich doch von den Briten erstürmt. Die Niederlage führte zum Friedensvertrag zwischen den Nord-West-Staaten und der East India Company. Dadurch wurde Bharatpur zu einem nominell unabhängigen Fürstenstaat unter britischer Oberhoheit.

## Sehenswürdigkeiten
- Dehij-ka-Mandir
- Government Museum
- Asht Dhatu Gate
- Fateh Burj

- Jama Masjid
- Bihariji Mandir
- Kishari Mahal